# Fundación Rainforest

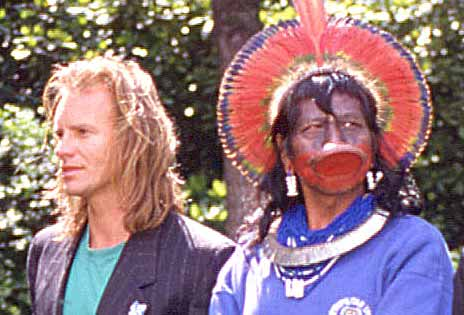
El jefe Raoni y Sting en París en 1989.

La Fundación Rainforest (nombre oficial: Rainforest Foundation Fund) es una organización benéfica creada en 1989 que se dedica a poner el foco de atención sobre las selvas tropicales y a defender los derechos de sus pueblos indígenas. Sus campañas y proyectos se desarrollan en colaboración con las comunidades locales y las ONG que representan a la población indígena. La fundación cuenta con tres organizaciones asociadas en Reino Unido, Estados Unidos y Noruega. 

## Historia
La Fundación fue creada originalmente en el año 1989 bajo el nombre Rainforest Foundation International por Jean-Pierre Dutilleux, Sting y su mujer, Trudie Styler, después de que el jefe Raoni, líder del pueblo Kayapó de Brasil, les hiciese una petición personal de ayuda para proteger las tierras y la cultura de su comunidad. Desde entonces, la organización ha financiado proyectos que han protegido un total de 11 millones de hectáreas a lo largo y ancho del planeta.

## Filosofía
La Fundación Rainforest tiene como objetivo: "apoyar a los pueblos indígenas y poblaciones tradicionales en sus esfuerzos por proteger su entorno y satisfacer sus derechos". La Fundación "garantiza la universalidad, indivisibilidad e interdependencia de todos los derechos humanos", y cree que la degradación ambiental viola los derechos humanos a la vida, la salud y la cultura.
Según la comunidad internacional los pueblos indígenas son portadores de una serie de derechos específicos y además son víctimas de formas de discriminación únicas a lo largo de la historia. Pese a ello, la Fundación Rainforest afirma que su labor está motivada por las diferencias entre las declaraciones de los gobiernos en el foro internacional y las acciones llevadas a cabo en sus propios países. Como ejemplo, la organización ha expuesto la controversia acerca de la presa de Belo Monte, en Brasil.

## Metodología
De cara a evitar la dependencia económica, la fundación solo aporta el 80% del presupuesto de los proyectos, dejando el 20% restante bajo la responsabilidad de sus beneficiarios. La Fundación concede ayudas económicas de tres años de duración, que puede ampliarse a cinco según las circunstancias. El desarrollo de los proyectos se evalúa anualmente.
Para minimizar sus costes de funcionamiento, la organización trabaja con una plantilla muy reducida, que consta de una directora ejecutiva voluntaria, un director financiero a tiempo parcial, una tesorera y un responsable de programas y desarrollo a jornada completa. En lugar de administrar grandes proyectos por sí misma, la Fundación considera que los principales beneficiarios, los pueblos indígenas, deben ser también los principales administradores de los mismos.

## Proyectos actuales
La Fundación Rainforest ayuda a las comunidades indígenas de las selvas tropicales a conseguir la demarcación oficial de sus territorios y, después, se asegura de que son capaces de defender de manera eficaz sus comunidades de violaciones de sus derechos como operaciones ilegales de tala y minería, así como de otras invasiones territoriales y de la privación de sus derechos como ciudadanos.
Muchos de sus proyectos defienden el derecho de los pueblos indígenas a la autodeterminación y al autogobierno, garantizando que estas comunidades sean debidamente informadas y escuchadas en procesos de toma de decisiones políticas que afecten a su territorio, recursos y medios de subsistencia.
Además, la Fundación concede subvenciones a programas que ayudan a las comunidades a diseñar estrategias de desarrollo sostenible y a fortalecer sus organizaciones representativas. Estas ayudas se destinan a campañas de sensibilización, formación tecnológica, desarrollo comunitario, capacitación organizacional, gestión sostenible de los recursos, defensa jurídica y políticas de ámbito local, nacional e internacional. Desde su creación, la Fundación Rainforest ha colaborado con comunidades indígenas en unos 300 proyectos en más de 20 países. La organización publica informes anuales sobre sus actividades. 
En 2018, subvencionó proyectos en los siguientes países:

###### ÁFRICA
- República Democrática del Congo (comunidades pigmeas)
- República del Congo (pueblos de la cuenca del Congo)
- Kenia (comunidad indígena de Chepkitale)

##### ASIA
- Indonesia (pueblos indígenas del río Mahakam, islas Mentawai y Papúa Occidental)
- Birmania (pueblo karen de la región de Tanintharyi)
- Filipinas (pueblo paraguano)

##### AMÉRICA
- Costa Rica (pueblo bribri)
- Panamá (Territorio Ancestral Tagarkunyal)
- Brasil (comunidades Tembé, Wai-Wai, Suruí, cintas largas y quilombolas)
- Ecuador (comunidades cofán, shiwiar, siekopai, siona y huaorani)
- Guyana (comunidades patamona y macuxi)
- Perú (comunidades de Madre de Dios y Loreto; pueblo ashéninka)

## Críticas
La Fundación Rainforest ha recibido críticas a propósito de su gestión financiera. En enero de 1990, la edición francesa de la revista Rolling Stone la criticó en un artículo por celebrar ostentosos banquetes de recaudación de fondos, a lo que añadió el fracaso de proyectos anteriores de Dutilleux en la selva tropical. Posteriormente, el programa de investigación británico World In Action (Mundo en acción) realizó un documental basándose en este artículo, también adaptado y emitido más tarde en Estados Unidos. 
Tanto el artículo como el documental sostenían, principalmente, que la Fundación estaba engañando a los contribuyentes con respecto al trabajo que realizaba en Brasil, ya que parte de las tierras ancestrales del pueblo Kayapó y por tanto ya formaban parte del Parque Indígena de Xingú como zona protegida.Debido a las controversias, Dutilleux decidió abandonar la organización aunque continuó trabajando en otras que había creado en solitario. Hoy en día no aparece como miembro fundador en la página oficial de la Fundación.
En 2002, 2003 y 2004 la rama estadounidense de la Fundación recibió una calificación de 0 estrellas en Charity Navigator, agencia dedicada a la evaluación de organizaciones benéficas. Esta puntuación se debe a que tan solo se destinó entre un 43 y un 60 por ciento de los ingresos totales a proyectos benéficos cuando en un origen sería un 75 por ciento. Sin embargo, desde 2015, Rainforest Foundation US ha recibido cuatro de cuatro estrellas, con una puntuación de eficiencia de 38.93 de 40.